# Popis dinastija nakon Bečkog kongresa 1815.
Popis sadrži imena dinastija koje su imale suvereni status u Europi (i Brazilu) u bilo kojem razdoblju nakon Bečkog kongresa 1815.
- Ascania
- Bernadotte
- Bonaparte
- Bourbon
- Brabant
- Bragança
  - Bragança-Saska-Coburg
- Grimaldi
- Habsburg-Lorraine
- Hohenzollern
  - Hohenzollern-Sigmaringen
- Karađorđevići
- Lihtenštajn
- Lippe
- Mecklenburg (Niklotids)
- Nassau
- Obrenovići
- Oldenburg
  - Schleswig-Holstein-Sonderburg-Glücksburg
- Orléans
- Orléans-Bragança
- Petrović-Njegoš
- Reuss (Plauen)
- Romanov
  - Romanov-Holstein-Gottorp
- Savoia
- Waldeck
- Welf (ili Este-Welf)
- Wettin
  - * Sachsen-Coburg-Gotha
  - Windsor
- Wittelsbach
- Württemberg
- Zähringen
- Zogu